# 細管毛管蚜
細管毛管蚜（学名：Greenidea quercifoliae）为毛管蚜科毛管蚜屬下的一个种。